# 植田新也
植田 新也（うえだ しんや、1929年（昭和4年）10月28日 - 2007年（平成19年）4月20日）は、日本の経営者。産業経済新聞社社長を務めた。

## 来歴・人物
奈良県出身。1953年に京都大学文学部を卒業後、産業経済新聞社に入社。
1981年7月に取締役に選任され、常務を経て、1985年6月から1992年6月まで社長を務め、9月に取締役相談役、10月には代表取締役相談役に就任した。
ニッポン放送監査役、日本工業新聞会長、彫刻の森美術館館長も務めた。
2007年4月20日、膵臓癌のために死去。77歳没。6月13日、帝国ホテルで行われたお別れの会には新聞業界をはじめとする各界の要人ら約600人が参列した。